# Hot Fuss
Se Hot Fuzz för filmen med samma namn.
Hot Fuss är den amerikanska rockgruppen The Killers debutalbum, utgivet i juni 2004 på skivbolaget Island Records.
Från albumet släpptes i tur och ordning singlarna "Somebody Told Me", "Mr. Brightside", "All These Things That I've Done" och "Smile Like You Mean It". Bäst gick "Mr. Brightside" som nådde tiondeplatsen på Billboard Hot 100 och den brittiska singellistan. Albumet blev nummer ett på albumlistan i Storbritannien och sjua i USA.

## Låtlista
1. "Jenny Was a Friend of Mine" (Brandon Flowers, Mark Stoermer) - 4:04
2. "Mr. Brightside" (Flowers, Dave Keuning) - 3:42
3. "Smile Like You Mean It" (Flowers, Stoermer) - 3:55
4. "Somebody Told Me" (Flowers, Keuning, Stoermer, Ronnie Vannucci) - 3:17
5. "All These Things That I've Done" (Flowers) - 5:01
6. "Andy, You're a Star" (Flowers) - 3:14
7. "On Top" (Flowers, Keuning, Stoermer, Vannucci) - 4:18
8. "Change Your Mind" (Flowers, Keuning) - 3:11
9. "Believe Me Natalie" (Flowers, Vannucci) - 5:04
10. "Midnight Show" (Flowers, Stoermer) - 4:02
11. "Everything Will Be Alright" (Flowers) - 5:45
12. "Glamorous Indie Rock & Roll" (Flowers, Keuning, Stoermer, Vannucci) - 4:16